# Montalba-le-Château
Montalba-le-Château (in catalano Montalbà del Castell) è un comune francese di 150 abitanti situato nel dipartimento dei Pirenei Orientali nella regione dell'Occitania.
Appartiene al Cantone di La Vallée de la Têt.

## Società

### Evoluzione demografica
Abitanti censiti

## Galleria d'immagini

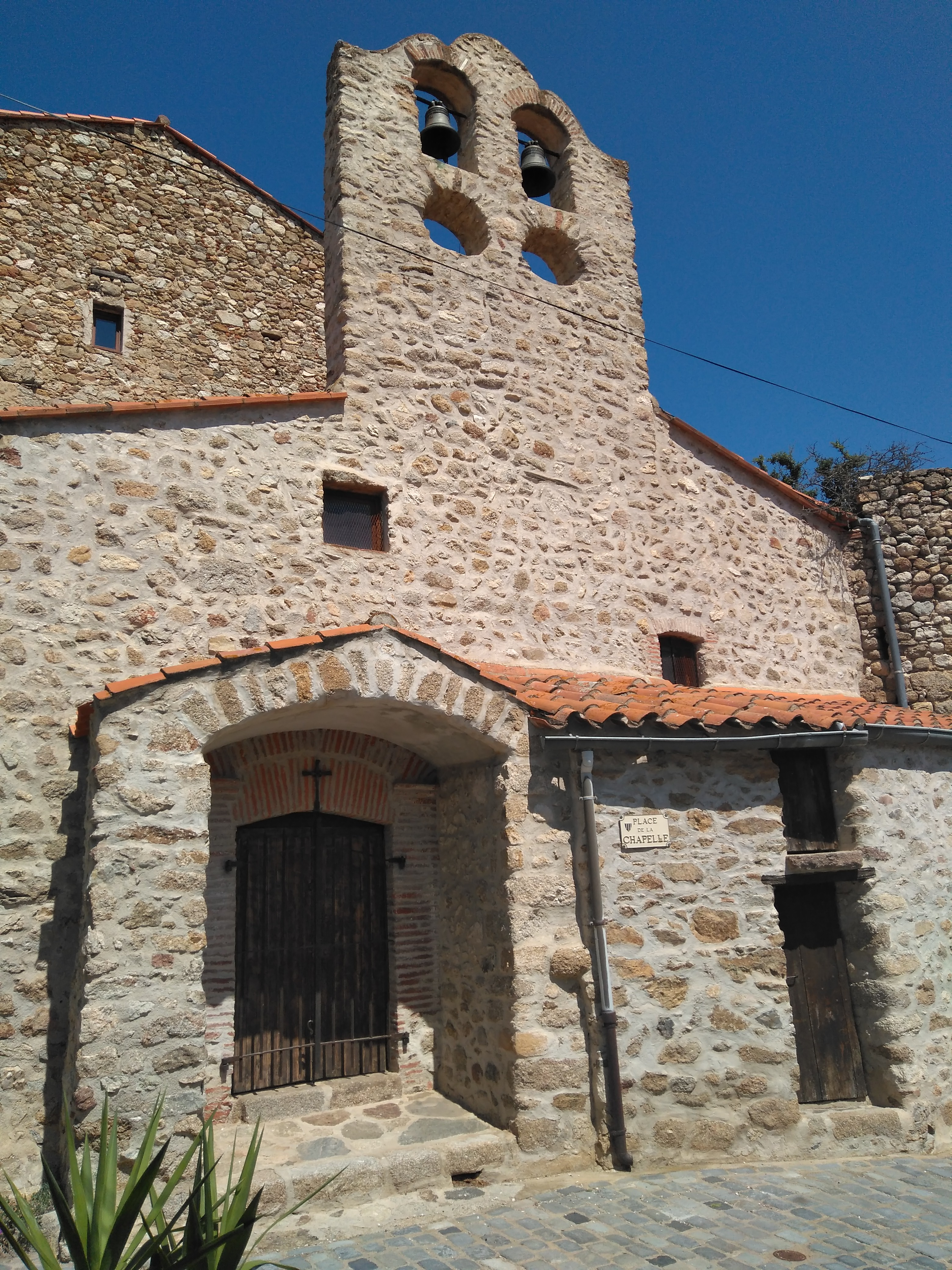
Chiesa di Notre-Dame-de-l'Assomption.
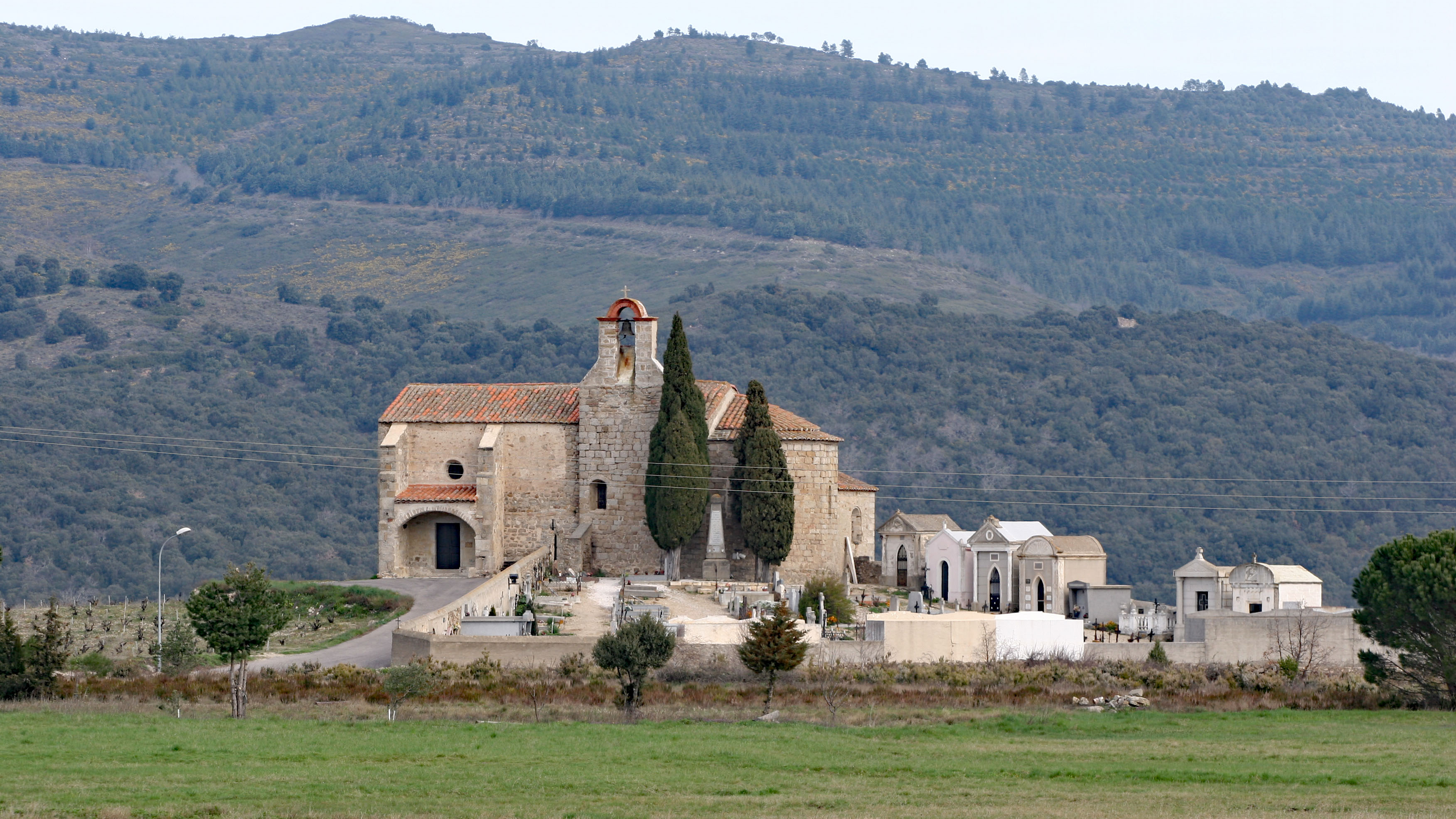
Chiesa Sainte-Marie.
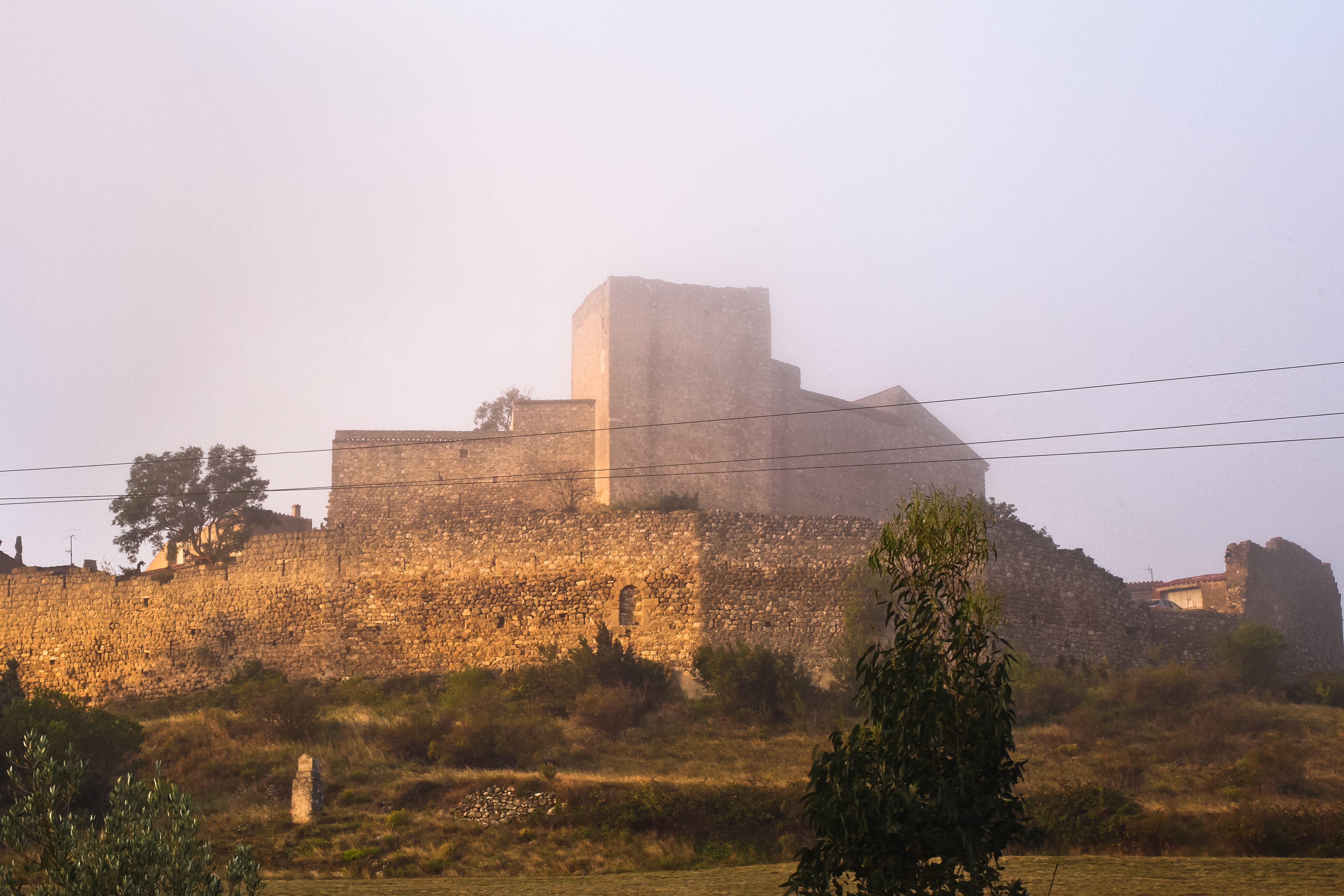
Il Castello.
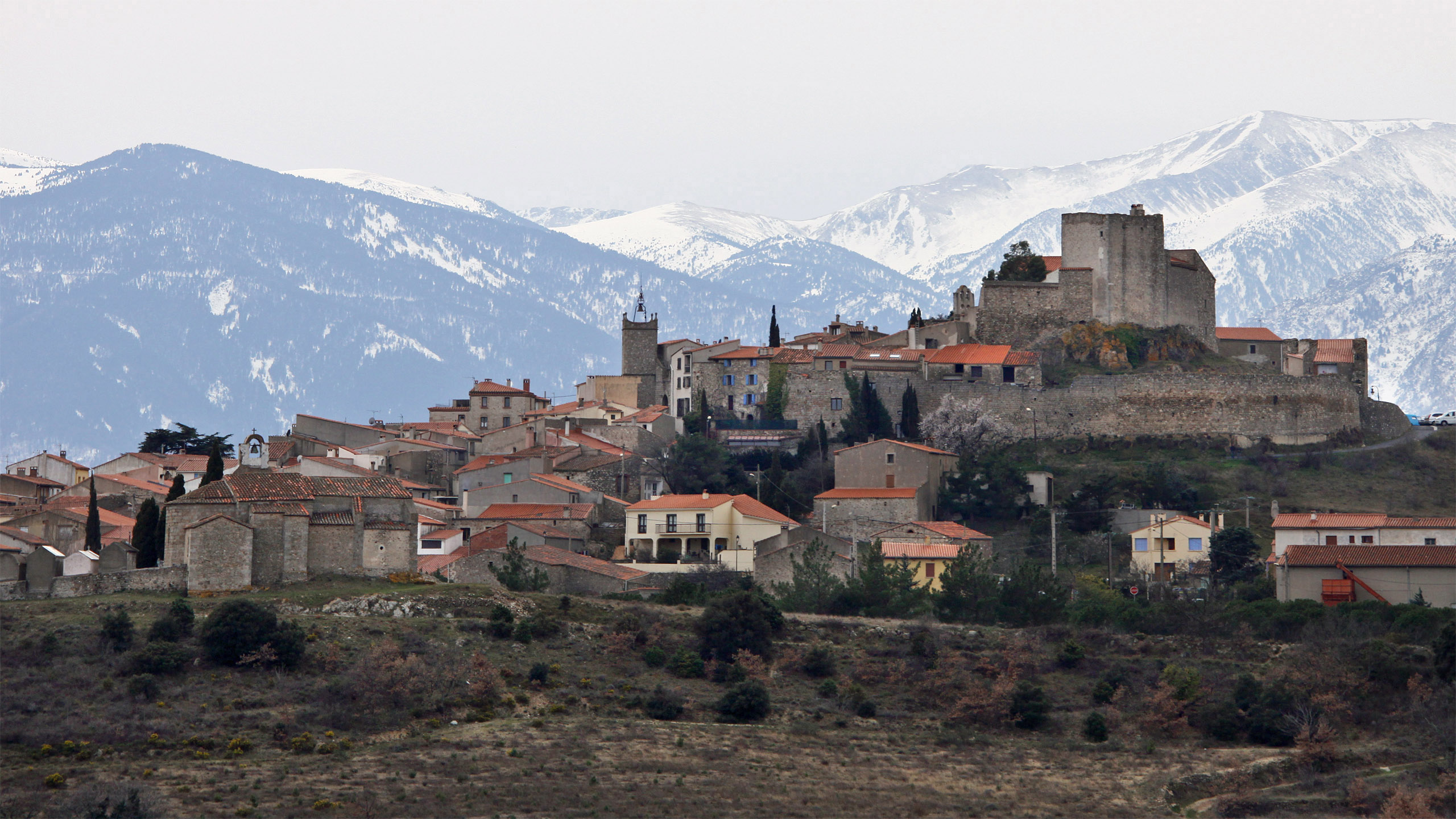
il villaggio con sullo sfondo il Canigou.